# Fredrikstad BK
Fredrikstad BK eller Fredrikstad Bållklubb er en norsk håndboldklub, hjemmehørende i Fredrikstad. 

## Spillertruppen 2018-19
| Målvogter - 12 Ida Drønen - 16 Jenny Caroline Sandgren Fløjspillere LW - 14 Hedda Lande Thulin RW - 03 Kine Marie Christiansen - 07 Nora Lande Thulin - 19 Malin Fried Hansen Stregspillere - 17 Maja Muri - 20 Louise Karlsson | Bagspillere - 02 Marte Abrahamsen - 04 Thale Rushfeldt Deila - 05 Celina Pedersen - 06 Martine Moen - 08 Dorthe Groa - 09 Ida Marie Kallhovd - 10 Frida Kjuus Christiansen - 11 Tea Elise Malmstrøm - 15 Karoline Elise Syversen - 18 Julie Hulleberg - 26 Andrea Rønning |

### Transfers 2018-19
| Tilgange | Afgange |

### Ledere
- Cheftræner: Christer Karlsson
- Asistenttræner: Anders Lund